# Catengue
Catengue – miasto w Angoli, w prowincji Benguela.